# Gaio Calpetano Ranzio Sedato
Gaio Calpetano Ranzio Sedato (in latino: Gaius Calpetanus Rantius Sedatus; 5 circa – dopo il 60) è stato un magistrato e senatore romano, console dell'Impero romano.

## Biografia
Appartenente alle probabilmente etrusche famiglie dei Calpetani e dei Rantii, Sedato è stato ricostruito come figlio, forse adottivo, del senatore di rango pretorio Gaio Calpetano Stazio Rufo, attestato sotto Tiberio come curator locorum publicorum e curator riparum et alvei Tiberis. Il suo nome è saldamente definito come Gaius Calpetanus Rantius Sedatus: l'agnomen Metronius, attestato in un'epigrafe e talvolta a lui attribuito, è stato chiarito come frutto di una dittografia dovuta alla successione di più persone diverse.
Il primo incarico attestato di Sedato lo vede come curator tabulariorum publicorum pretorio accanto a Marco Petronio Lurcone e Tito Satrio Deciano: la data dell'incarico, definita dalla titolatura imperiale di Claudio, è definita al 45.
Il secondo incarico lo vede poi al vertice dello stato romano: Sedato fu infatti console suffetto al fianco di Marco Ordeonio Flacco per i mesi tra marzo e giugno del 47, in sostituzione dello stesso princeps Claudio e del potentissimo Lucio Vitellio. Tale consolato è stato letto come un segno di grande onore, in quanto primi suffetti dell'anno della celebrazione dei ludi saeculares e dell'inizio della censura degli stessi Claudio e Vitellio.
L'ultimo incarico noto di Sedato fu invece quello di legatus Augusti pro praetore della provincia di Dalmazia nei primi anni di Nerone, all'incirca tra 56 e 60.
Di Sedato è stato riconosciuto un figlio: egli infatti adottò per testamento quello che poi, assumendo i suoi nomi, sarebbe diventato Gaio Calpetano Ranzio Quirinale Valerio Festo, aretino, che fu di grande utilità alla fazione flavia nel 69/70 come legato della legio III Augusta in Africa e assassino del proconsole Lucio Calpurnio Pisone, e che fu ricompensato con un consolato suffetto nel 71.